# Liste von Kraftwerken in Südafrika
Die Kraftwerke in Südafrika werden sowohl auf einer Karte als auch in Tabellen (mit Kennzahlen) dargestellt.

## Installierte Leistung und Jahreserzeugung
Im Jahre 2012 lag Südafrika bzgl. der jährlichen Erzeugung mit 257,9 Mrd. kWh an Stelle 16 und bzgl. der installierten Leistung mit 44.150 MW an Stelle 21 in der Welt.
| Acacia |

| Ankerlig |

| Arnot |

| Camden |

| Drakensberg |

| D |

| Gariep |

| H |

| Ingula |

| Kalk |

| Kendal |

| Koeberg |

| Kr |

| Kusile |

| Lethabo |

| Majuba |

| Matimba |

| Ma |

| Medupi |

| Paleisheuwel |

| Palmiet |

| Port Rex |

| Prieska |

| Steenbras |

| Tom Burke |

| Tu |

| Vanderkloof |

## Kalorische Kraftwerke
| Name des Kraftwerks | Betreiber | Inst. Leistung (MW) | Brennstoff    | Status                                           |
| ------------------- | --------- | ------------------- | ------------- | ------------------------------------------------ |
| Acacia              | Eskom     | 171                 | Kerosin       | in Betrieb                                       |
| Ankerlig            | Eskom     | 1.338               | Heizöl        | in Betrieb                                       |
| Arnot               | Eskom     | 2.140               | Kohle         | in Betrieb                                       |
| Camden              | Eskom     | 1.600               | Kohle         | in Betrieb                                       |
| Duvha               | Eskom     | 3.600               | Kohle         | in Betrieb                                       |
| Gourikwa            | Eskom     | 740                 | Diesel (OCGT) | in Betrieb                                       |
| Grootvlei           | Eskom     | 1.200               | Kohle         | Betriebsbereitschaft seit 2006 wiederhergestellt |
| Hendrina            | Eskom     | 2.000               | Kohle         | in Betrieb                                       |
| Kendal              | Eskom     | 4.116               | Kohle         | in Betrieb                                       |
| Komati              | Eskom     | 1.000               | Kohle         | Betriebsbereitschaft seit 2006 wiederhergestellt |
| Kriel               | Eskom     | 3.000               | Kohle         | in Betrieb                                       |
| Kusile              | Eskom     | 4.800               | Kohle         | in Bau                                           |
| Lethabo             | Eskom     | 3.708               | Kohle         | in Betrieb                                       |
| Majuba              | Eskom     | 4.110               | Kohle         | in Betrieb                                       |
| Matimba             | Eskom     | 3.990               | Kohle         | in Betrieb                                       |
| Matla               | Eskom     | 3.600               | Kohle         | in Betrieb                                       |
| Medupi              |           | 4.764               | Kohle         | teilweise in Betrieb                             |
| Port Rex            | Eskom     | 171                 | Kerosin       | in Betrieb                                       |
| Tutuka              | Eskom     | 3.652               | Kohle         | in Betrieb                                       |

## Kernkraftwerke
| Name des Kraftwerks | Betreiber | Inst. Leistung (MW) | Typ                | Status     |
| ------------------- | --------- | ------------------- | ------------------ | ---------- |
| Koeberg             | Eskom     | 1.888               | Druckwasserreaktor | in Betrieb |

## Solarkraftwerke
| Name des Kraftwerks | Betreiber                | Inst. Leistung (MWp) | Typ          | Status     |
| ------------------- | ------------------------ | -------------------- | ------------ | ---------- |
| Kalkbult            |                          | 75                   | Photovoltaik | in Betrieb |
| KaXu Solar One      | Atlantica Yield plc.     | 100                  | Solarthermie | in Betrieb |
| Khi Solar One       | Khi Solar One (Pty) Ltd. | 50                   | Solarthermie | in Betrieb |
| Paleisheuwel        | Enel Green Power         | 82,5                 | Photovoltaik | in Betrieb |
| Prieska             | Sonnedix                 | 86                   | Photovoltaik | in Betrieb |
| Tom Burke           | Enel Green Power         | 66                   | Photovoltaik | in Betrieb |
| Upington            | Enel Green Power         | 10                   | Photovoltaik | in Betrieb |
| Xina Solar One      | Abengoa                  | 100                  | Solarthermie | in Betrieb |

## Wasserkraftwerke
| Name des Kraftwerks                     | Betreiber | Inst. Leistung (MW) | Fluss       | Status     |
| --------------------------------------- | --------- | ------------------- | ----------- | ---------- |
| Drakensberg Pumped Storage Scheme (PSS) | Eskom     | 1.000               | Tugela-Vaal | in Betrieb |
| Gariep Hydro                            | Eskom     | 360                 | Oranje      | in Betrieb |
| Ingula Pumped Storage Scheme            | Eskom     | 1.332               | Tugela      | in Betrieb |
| Palmiet Pumped Storage                  | Eskom     | 400                 | Palmiet     | in Betrieb |
| Steenbras Dam Pumped Storage Scheme     |           | 180                 | Steenbras   | in Betrieb |
| Vanderkloof                             | Eskom     | 240                 | Oranje      | in Betrieb |

## Windenergie
Ende 2024 waren in Südafrika Windkraftanlagen mit einer Nennleistung von zusammen 3.511 MW in Betrieb. Für weitere Details und für die Entwicklung der Windleistung und des Windertrages siehe im Artikel Windenergie in Südafrika.
In der Tabelle sind einige der nach installierter Leistung größten Windparks aufgeführt (Stand überwiegend 2020).
| Name des Windparks     | Provinz                             | Betreiber                                                   | Inst. Leistung (MW) | Anzahl  | Status     |
| ---------------------- | ----------------------------------- | ----------------------------------------------------------- | ------------------- | ------- | ---------- |
| Amakhala Emoyeni       | Eastern Cape, Bedford               | Windlab Ltd.                                                | 134,4               | 56      | in Betrieb |
| Cookhouse Wind Farm 1  | Eastern Cape, Cookhouse             | Renewable Cookhouse Wind Farm 1 (RF) Pty. Ltd. (Old Mutual) | 138,6               | 66      | in Betrieb |
| Jeffreys Bay Wind Farm | Eastern Cape, Jeffreys Bay          | Jeffreys Bay Wind Farm (RF) Pty. Ltd.                       | 138                 | 60      | in Betrieb |
| Dorper Wind Farm       | Eastern Cape, bei Sterkstroom       | Dorper Wind Farm (Pty) Ltd. (30 % Sumitomo)                 | 100                 | 40      | in Betrieb |
| Khobab Wind Farm       | Northern Cape, Hantam LM            | Mainstream Asset Management South Africa                    | 140                 | 61      | in Betrieb |
| Loeriesfontein 2       | Northern Cape, Hantam               | Mainstream Asset Management South Africa                    | 140                 | 61      | in Betrieb |
| Roggeveld Wind Farm    | Northern Cape und Western Cape      | Nordex Group                                                | 147                 | 47      | in Betrieb |
| Sere Wind Farm Project | Western Cape, Koekenaap (Vredendal) | Eskom                                                       | 100                 | mind. 9 | in Betrieb |

## Diverses
Die Auswirkungen der Privatisierung auf dem Sektor der südafrikanischen Elektrizitätserzeugung werden in dem Dokumentarfilm Der große Ausverkauf (englisch The Big Sellout) kritisch betrachtet.
Die gezielte Förderung der Erzeugung erneuerbarer Energien erfolgt seit 2011 mit dem Renewable Energy Independent Power Producer Procurement Programme.